# Chloris sinica
El verderón chino (Chloris sinica) es una especie de ave paseriforme de la familia Fringillidae propia de Asia Oriental.

## Distribución y hábitat
Se puede encontrar en China, Japón, Corea y el sudeste de Rusia. 
Se registra como divagante en Estados Unidos.
Anida en pequeños árboles y matorrales, poniendo de 3 a 5 huevos.

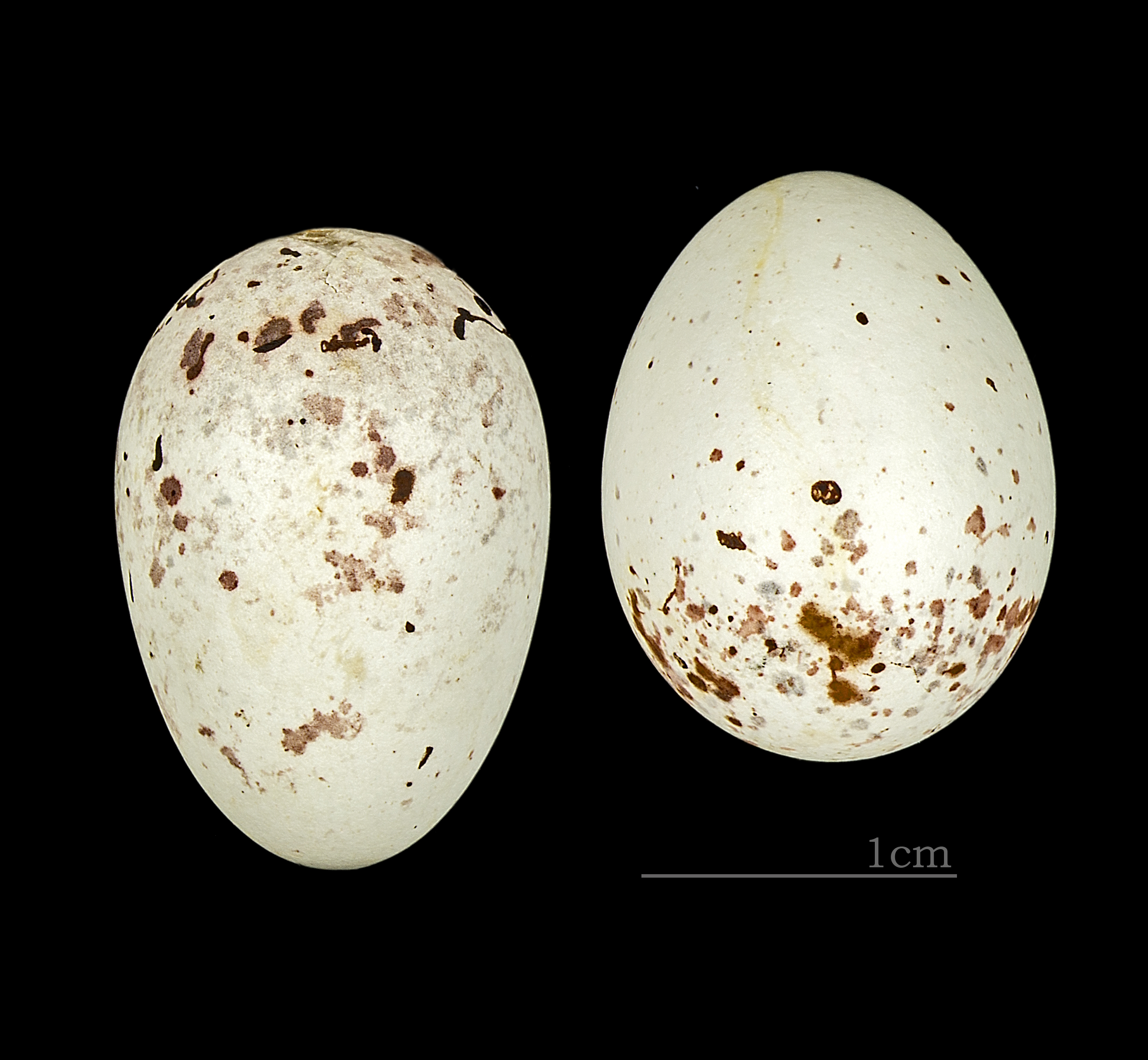
Huevos de verderón oriental.